# Lennart Klingström
Lennart Klas Valdemar Klingström (ur. 18 kwietnia 1916 w Österåker, zm. 5 lipca 1994 w Danderyd) – szwedzki kajakarz.
W swoim jedynym występie na letnich igrzyskach olimpijskich w Londynie w 1948 roku zdobył złoty medal w parze z Hansem Berglundem na dystansie 1000 metrów. W swoim dorobku ma także trzy złota oraz srebro mistrzostw świata.